# Artists4Ceasefire
Artists4Ceasefire (рус. артисты за прекращение огня) — сообщество актёров, кинематографистов и других деятелей искусства, призывающих к немедленному и постоянному прекращению огня между Израилем и Хамасом в секторе Газа, доставке гуманитарной помощи мирным жителям и освобождению всех заложников.

## История

### 2023 год
В октябре 2023 года 55 известных деятелей искусства и представителей индустрии развлечений подписали открытое письмо Джо Байдену с требованием прекращения огня в Секторе Газа.
Подписанты обращения: Алия Шаукат, Алисса Милано, Аманда Силс, Эмбер Тэмблин, Америка Феррера, Эндрю Гарфилд, Анушка Шанкар, Ария Миа Роберти, Айо Эдебири, Басам Тарик, Бассем Юссеф, Кейт Бланшетт, Ченнинг Татум, Чериен Дабис, Дариус Мардер, Дэвид Кросс, Доминик Фишбэк, Доминик Торн, Эльвира Линд, Фарах Бсайсо, Фатима Фархин Мирза, Хасан Минхадж, Хенд Сабри, Илана Глейзер, Индия Мур, Джеймс Шамус, Джереми Стронг, Джессика Честейн, Хоакин Феникс, Джон Стюарт, Кристен Стьюарт, Маклемор, Махершала Али, Маргарет Чо, Марк Руффало, Мэй Каламави, Майкл Маларки, Майкл Стайп, Мишель Вольф, Мо Амер, Оскар Айзек, Квинта Брансон, Рами Юсеф, Риз Ахмед, Руни Мара, Розарио Доусон, Райан Куглер, Сандра О, Себастьян Сильва, Шейлин Вудли, Шака Кинг, Сьюзан Сарандон, Вик Менса, Уоллес Шон и Ванда Сайкс.

### 2024 год
Ряд участников церемонии вручения премии Оскар 2024 года носили значки с изображением ладони на красном фоне Artists4Ceasefire. Среди них были участники Boygenius, Финнеас О’Коннелл, Билли Айлиш, Марк Руффало и Ава ДюВерней.
На церемонии вручения «Грэмми» 2024 года Энни Леннокс завершила свое посвящение Шинед О’Коннор словами: «Артисты за прекращение огня и мир во всем мире».